# Антифрикційний чавун
Антифрикці́йний чаву́н (англ. antifriction cast iron) — ливарний чавун, що характеризується низьким коефіцієнтом тертя та здатністю до схоплювання, вироби з якого застосовуються у вузлах тертя зі змащуванням.
Коефіцієнт тертя антифрикційного чавуну становить 0,001…0,1 (за відсутності змащення — 0,12…0,8). Структура антифрикційного чавуну являє собою основу — тверду масу із включеннями м'яких часток (або навпаки).

## Особливості прояву антифрикційних властивостей чавунів
Антифрикційним може бути сірий, ковкий або високоміцний чавун, що має перлітну або перлітно-феритну структуру без структурно вільного цементиту, якщо частка перліту становить не менше від 85 %.
Антифрикційні властивості чавуну підвищуються, якщо металева основа містить до 15 % вільного фериту й дрібні включення фосфідної евтектики за наявності вуглецю у вигляді пластинчастого графіту. Під час роботи у парі тертя графітові пластинки на поверхні утворюють заглибини (графітові гнізда), в яких затримується мастильна олива. Це поліпшує роботу підшипникової пари.
Залежно від вимог до роботи підшипникової пари можна введенням у чавун певної домішки підвищити або знизити його стійкість до спрацювання. Наприклад, вміст міді до 2 % підвищує стійкість до спрацювання перлітних чавунів, а вміст фосфору до 0,9 % надає чавунам м'якості.

## Спеціальні антифрикційні чавуни
Промисловістю виробляються, також, спеціальні антифрикційні чавуни, хімічний склад, властивості та маркування яких регламентуються ГОСТ 1585-85
За ГОСТ 1585-85 використовуються такі символи для маркування антифрикційних чавунів: А — антифрикційний, Ч — чавун, С — сірий, В — високоміцний, К — ковкий, а цифра після літери означає порядковий номер марки.
Наприклад, антифрикційні сірі перлітні чавуни марок АЧС-1 (легований хромом 0,2…0,5 % і міддю 0,8…1,6 %), АЧС-2 (легований хромом 0,2…0,5 %, нікелем 0,2…0,5 %, титаном 0,03… 0,1 % і міддю 0,2…0,5 %), АЧС-3 (перлітно-феритний, легований титаном 0,03…0,10 % і міддю 0,2…0,5 %), антифрикційні високоміцні чавуни з кулястим графітом марок АЧВ-1 та АЧВ-2 (перший — перлітний, легований міддю до 0,7 % і магнієм 0,03…0,08 %; другий — перлітно-феритний, легований магнієм 0,03…0,08 %) і антифрикційні ковкі чавуни марок АЧК-1 і АЧК-2 (перший — перлітний, легований міддю 1,0…1,5 %, другий — перлітно-феритний) мають характеристики, близькі до антифрикційних високоміцних чавунів і отримують з ковкого чавуну після спеціального термічного оброблення: відпалу або нормалізації з метою формування перлітної (перлітно-феритної) структури.
Твердість антифрикційного чавуну залежно від марки становить від НВ 100…120 (АЧС-6) до НВ 180…290 (АЧС-4).

## Використання
Деталі, виготовлені з антифрикційного чавуну, можуть працювати у вузлах тертя без задирок, заїдань та значного зношування, наприклад у підшипниках для валів (загартованих або нормалізованих — АЧС-1, АЧС-4, АСЧ-5, АЧВ-1, АЧК-1 чи не термооброблених — АЧС-6, АЧВ-2, АЧК-2), напрямних втулок для повзунів, черв'ячних та інших зубчастих колесах.
Антифрикційний чавун може працювати як замінник сплавів кольорових металів у підшипникових вузлах. Однак для задовільної роботи необхідно забезпечити:
- високу якість тертьових поверхонь та точність спряження деталей;
- безперервне і добре змащування;
- підвищені на 15-30 % на відміну від звичайних конструкцій зазори;
- припрацювання пари тертя на холостому ходу і поступове підвищення робочих навантажень.

При ударному навантаженні антифрикційний чавун працює гірше.
Для визначення можливості заміни бронзи і використання антифрикційного чавуну у конструкції вузла тертя верстата або машини підраховують величини: питомого тиску (р), колової швидкості (v) і питомої потужності (pv) і порівнюють їх з допустимими для даної марки антифрикційного чавуну. Наприклад: чавун марки АЧС-1 при питомому тиску p = 5 МПа може працювати за колової швидкості v = 5 м/с, а при питомому тиску p = 14 МПа — v = 0,3 м/с.